# Fahrettin Küçük
 (juillet 2025).
Motif : absence totale de sources secondaires indépendantes pérennes et de qualité sur ce scientifique. En l'état HC WP:NSU
- Archive Wikiwix
- Bing
- Cairn
- DuckDuckGo
- E. Universalis
- Gallica
- Google
- G. Books
- G. News
- G. Scholar
- Persée
- Qwant
- (zh) Baidu
- (ru) Yandex
- (wd) trouver des œuvres sur Wikidata

| 1. | Préciser le motif de la pose du bandeau. | Précisez le motif de la pose du bandeau en utilisant la syntaxe suivante : {{admissibilité à vérifier\|date=juillet 2025\|motif=remplacez ce texte par le motif}}                    |
| 2. | Informer les utilisateurs concernés.     | Pensez à avertir le créateur de l'article, par exemple, en insérant le code ci-dessous sur sa page de discussion : {{subst:avertissement admissibilité à vérifier\|Fahrettin Küçük}} |

Fahrettin Küçük est un zoologiste et ichtyologiste turc. Il travaille au sein de la Süleyman Demirel University (en) à Isparta en Turquie.

## Quelques publications
- Wildekamp, Küçük, Ünlüsayin & Van Neer, 1999 : Species and subspecies of the genus Aphanius Nardo 1897 (Pisces: Cyprinodontidae) in Turkey, Turkish journal of Zoology, vol. 23, n. 1, p. 23-44
- Küçük, 1997 : Antalya Körfezi'ne dökülen akarsuların balık faunası ve bazı ekolojik parametreleri üzerine bir araştırma, Fen Bilimleri Enstitüsü, Süleyman Demirel Üniversitesi
- Küçük & İkiz, 2004 : Fish fauna of streams discharging to Antalya Bay, Ege Journal of Fisheries and Aquatic Sciences, vol. 21, n. 3
- Küçük, Sari, Demi̇r & Gülle,, 2009 : Review of the ichthyofaunal changes in Lake Eğirdir between 1915 and 2007, Turkish Journal of Zoology, vol. 33, n. 3, p. 277-286
- Küçük, Gümüş, Gülle & Güçlü, 2007 : The fish fauna of the Göksu River (Türkiye): taxonomic and zoogeographic features, Turkish Journal of Fisheries and Aquatic Sciences, vol. 7, n. 1
- Küçük, 2012 : Extinct Endemic Fishes of Turkey: Alburnus akili (Gövce) and Pseudophoxinus handlirschi (Kavinne)(Pisces: Cyprinidae), Turkish Journal of Fisheries and Aquatic Sciences, vol. 12,n. 2

## Hommages
L'espèce Pseudophoxinus fahrettini (un poisson de famille des Cyprinidae) a été nommée en son honneur par Freyhof et Özuluğ en 2010 en reconnaissance de sa contribution à la connaissance des poissons du centre de l'Anatolie.